# Bracon lutus
Bracon lutus är en stekelart som beskrevs av Léon Abel Provancher 1880. Bracon lutus ingår i släktet Bracon och familjen bracksteklar. Inga underarter finns listade.